# Raoul Manselli
Raoul Manselli ou Raul Manselli (Naples, 8 juin 1917 – Rome, 20 novembre 1984) est un historien italien, spécialiste de l’histoire de l'Église catholique au Moyen Âge, du franciscanisme et, plus largement, du fait religieux et des divers mouvements hérétiques médiévaux.

## Publications (choix)
La bibliographie complète des écrits de Raoul Manselli comprend presque 700 titres et a été publiée par Edith Pásztor, Bibliografia di Raoul Manselli, vol. 9 de la collection « Testi, studi, strumenti » du Centro italiano di studi sull'alto medioevo, 1994  (ISBN 88-7-98-8378-X).
Titres italiens
- Normanni d'Italia alla prima crociata : Boemondo d'Altavilla, Rome, 1940 (thèse de laurea, Boemondo d'Altavilla alla prima crociata, 1938
- Studi sulle eresie del secolo XII, Rome, 1953 (éd. revue et augm. en 1983 sous le titre Il secolo XII : religiosità popolare ed eresia)
- La « Lectura super Apocalypsim » di Pietro di Giovanni Olivi : ricerche sull'escatologismo medioevale, Rome, 1955
- Spirituali e beghini in Provenza, Istituto storico italiano per il Medio Evo, Rome, 1959
- Il Medioevo : introduzione storiografica, Turin, 1967
- Federico Barbarossa Turin, 1968
- avec Arsenio Frugoni, Il Modernismo, Éd. Nauka, Moscou, 1970
- Federico II re di Sicilia, Turin, 1970-1971
- I fenomeni di devianza nel Medioevo, Turin, 1972 et 1973
- La religione popolare nel Medio Evo : prime questioni metodologiche, Turin, 1974
- Magia e stregoneria nel Medioevo, Turin, 1976.
- Vita medievale : la festa, Turin, 1978
- L'Europa e il mondo : corso di storia per le scuole medie superiori, Palerme 1978
- La nazione italiana nel suo sviluppo storico e nella discussione storiografica, Turin, 1979
- L'eresia del male, Morano editore, Naples, 1963
- L'Europa medievale fino allo scisma d'Occidente, Turin, 1979
- « Nos qui cum eo fuimus » : contributo alla questione francescana, Rome, 1980
- San Francesco, Rome, 1980
- Italia e Italiani alla prima crociata, Rome, 1983
- codirection avec Josef Riedmann, Federico Barbarossa nel dibattito storiografico in Italia e in Germania, Il Mulino, Bologne, 1982
- in Comuni e signorie : istituzioni, società e lotte per l'egemonia, IV vol. de la Storia d'Italia UTET dirigée par Giuseppe Galasso, Turin, 1981
  - Egemonia imperiale, autonomia comunale, potenza politica della Chiesa
  - Il sistema degli Stati italiani dal 1250 al 1454
- Il pensiero economico del Medioevo, in Storia delle idee politiche economiche e sociali, sous la dir. de Luigi Firpo (it), vol. II, Turin, 1983

Titres traduits/écrits en français
- La Religion populaire au Moyen âge : problèmes de méthode et d'histoire, Montréal-Paris, Institut d'études médiévales Albert-le-Grand-J. Vrin, 1975
- Saint François d'Assise, trad. franç. d’Henri Louette, Paris, Éditions franciscaines, 1981
- Spirituels et béguins du Midi, trad. franç. de Jean Duvernoy, Toulouse, Privat, 1989
- Saint François d'Assise, trad. franç. d’Henri Louette et Jacques Mignon, introd. de Marco Bartoli, épilogue d’Edith Pásztor, Paris, Éd. du Cerf-Éd. franciscaines, 2004

## Crédit d'auteurs
- (it) Cet article est partiellement ou en totalité issu de l’article de Wikipédia en italien intitulé « Raoul Manselli » (voir la liste des auteurs).